# Lotten von Kræmer
Lotten von Kræmer, née Charlotte Louise von Kræmer le 6 août 1828 à Stockholm, morte le 23 décembre 1912 également à Stockholm, est une femme de lettres et une philanthrope suédoise.

## Biographie
Lotten von Kræmer est la fille du baron Robert Fredrik von Kræmer, qui fut préfet du comté d'Uppsala. Son premier recueil de poèmes, publié en 1863, est bientôt suivi par d'autres œuvres, romans, essais, récits de voyage ou encore pièces de théâtre. Elle fonde aussi un périodique, Vår tid (Notre temps), qui est publié entre 1877 et 1879.
Elle prend part au combat pour le droit de vote des femmes, et est l'un des principaux contributeurs de l'association nationale pour le droit de vote des femmes (suédois : Landsföreningen för kvinnans politiska rösträtt, LKPR). Pendant les manifestations liées au congrès international sur le droit de vote qui a lieu à Stockholm en juin 1911, le cortège s'arrête au bas de son balcon pour lui rendre hommage
Après sa mort en 1912, elle est enterrée au vieux cimetière d'Uppsala. Par son testament, elle crée une académie littéraire, l'Académie les Neuf, à qui elle lègue sa fortune, et qui décerne chaque année un certain nombre de prix, en particulier le grand prix des Neuf.